# Chiesa della Trasfigurazione del Signore Gesù Cristo (Milazzo)
La chiesa della Trasfigurazione del Signore Gesù Cristo è l’edificio sacro dell’omonima parrocchia sita nei quartieri Ciantro e San Paolino della città di Milazzo.
È stata aperta al culto con il rito liturgico di dedicazione presieduto dall’arcivescovo di Messina il 21 novembre 2020.

## Storia
La parrocchia della Trasfigurazione del Signore Gesù Cristo sorge, distaccandosi da quella del Sacro Cuore, per far fronte all'espansione edilizia e demografica verificatasi a partire dagli anni '80 nei quartieri Ciantro e San Paolino, posti a sud-est della penisola eoliana, nel margine orientale del territorio urbanizzato del comune di Milazzo.

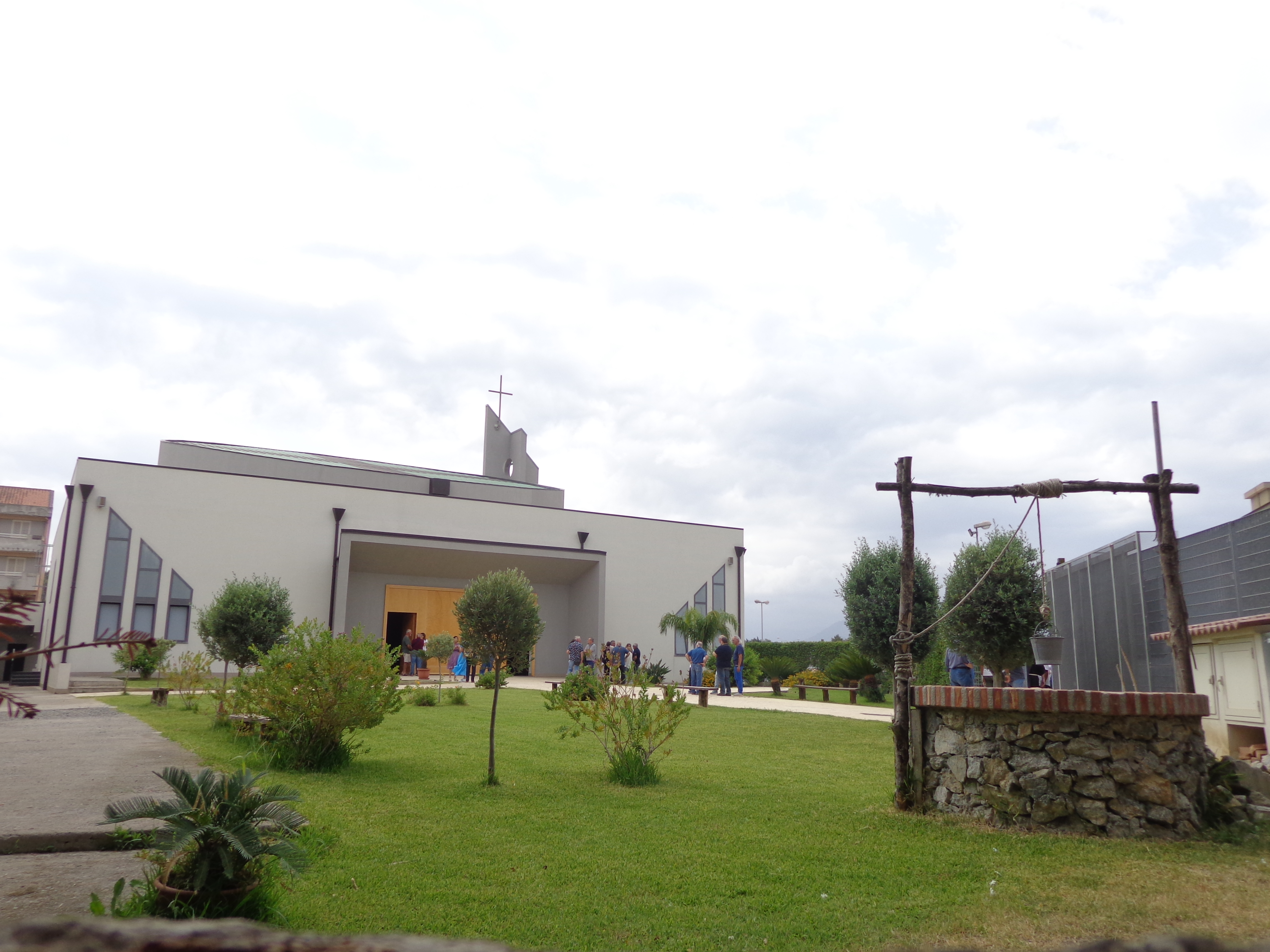
La chiesa della Trasfigurazione vista dal sagrato

L'erezione giuridica della parrocchia avviene il 6 agosto 2002 per decreto dell'arcivescovo Giovanni Marra. Contestualmente, si avvia un progetto di costruzione del nuovo e ampio complesso parrocchiale, costituito dall'edificio di culto e dai locali di ministero pastorale. L'iter ha inizio nel 2004 ma, per una serie di rielaborazioni richieste dalla Conferenza Episcopale Italiana, i lavori di edificazione sono avviati nel 2014 e durano fino al 2019.
La chiesa, ultimata nelle parti architettoniche e impiantistiche, è consacrata il 21 novembre 2020 con solenne rito di dedicazione presieduto dall'arcivescovo Giovanni Accolla concelebrato dal primo parroco e dai sacerdoti del Vicariato di Milazzo-Santa Lucia del Mela, alla presenza del sindaco della cittadina mamertina e della comunità (parte in loco, parte in remoto a causa delle restrizioni governative legate alla pandemia di COVID-19).

## Descrizione
La forma della chiesa è molto semplice: un parallelepipedo a pianta quadrata sul quale si pone un cilindro troncato da un piano inclinato. La parte anteriore, che affaccia sull'ampio giardino, si caratterizza per il portale strombato al cui interno è collocata la grande porta in legno di faggio. Essa, nonostante esteticamente appaia come unica, consente l’accesso tramite tre aperture: una centrale più alta e due laterali più basse. Sull’angolo sud della chiesa si innalza la torre campanaria a struttura cruciforme (alta 27m).
All'interno la chiesa si presenta come un quadrato entro il quale è inscritto un cerchio: l’aula dell'assemblea è perimetrata da un deambulatorio anulare, a tratti continuo a tratti confinato, ed è scandita da otto pilastri che disegnano un anello ottagonale. Sopra l'aula liturgica, un’orditura di travi in legno di abete regge la copertura che, all'esterno, disegna una croce.
La simbologia della Croce riguarda tutto l'impianto architettonico e artistico della chiesa: la si ritrova sul tetto della chiesa, nella geometria del vialetto d’ingresso (dal cancello al portone), sul portale, nella parete frontale dell’abside, nella struttura del campanile (che si conclude con un’ulteriore croce), nell’articolazione della zona interna dell’aula liturgica e nel logo della parrocchia. La Croce è il centro della fede dei cristiani, che professano la loro adesione a Cristo “crocifisso e risorto”.
Al mistero della Croce e della risurrezione è strettamente legato anche l’evento della Trasfigurazione di Gesù: infatti, sul Tabor, Gesù parlava con Mosè ed Elia «del suo esodo che stava per compiersi a Gerusalemme» (Lc 9,31), quello stesso esodo che poco prima aveva annunciato ai suoi discepoli spiegando che il Figlio dell’uomo doveva «soffrire molto, essere rifiutato dagli anziani, dai capi dei sacerdoti e dagli scribi, venire ucciso e risorgere il terzo giorno» (Lc 9,22). Nel racconto della Trasfigurazione la Croce è al centro: è la Croce di Gesù, ma anche quella che i cristiani devono prendere con sé per stare con lui («Poi, a tutti, diceva: “Se qualcuno vuole venire dietro a me, rinneghi se stesso, prenda la sua croce ogni giorno e mi segua“», Lc 9,23).
Infine, il fatto che la Croce ritorni in ogni parte della parrocchia e che diventi visibile sia dalla strada che dal “cielo”, indica il bisogno per la comunità cristiana di essere testimonianza. Tutti i fedeli, infatti, sono chiamati ad annunciare il mistero del Cristo crocifisso e trasfigurato, e a farlo mediante le attività quotidiane, vissute nella santità di vita. Del resto, ricorda Papa Francesco nell'esortazione Gaudete et exsultate al n° 92, «la croce, soprattutto le stanchezze e i patimenti che sopportiamo per vivere il comandamento dell’amore e il cammino della giustizia, è fonte di maturazione e di santificazione».

## Opere artistiche

### Il crocifisso bronzeo

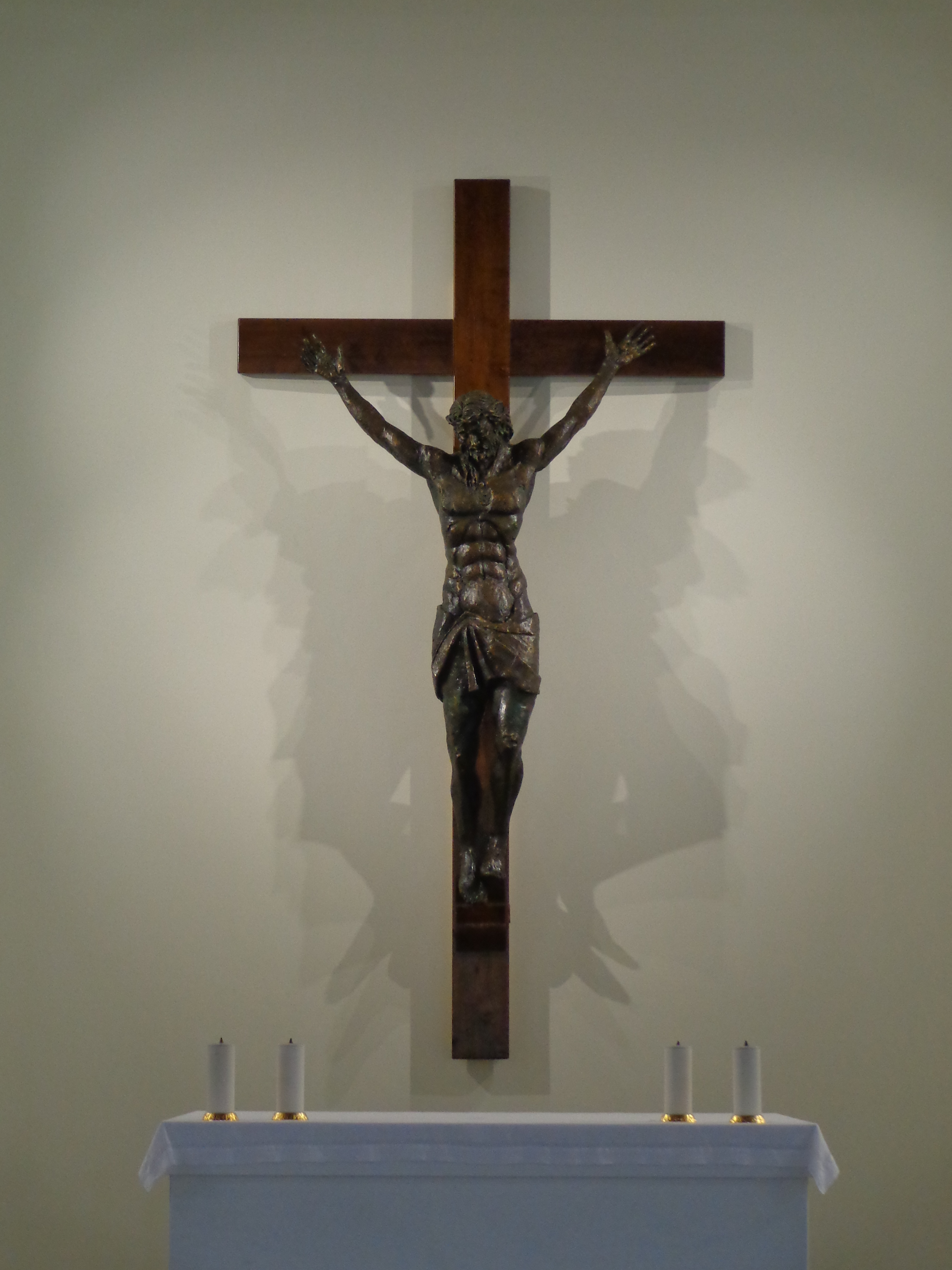
Crocifisso bronzeo di Enico Salemi

Il grande crocifisso artistico (3x1,75m), realizzato in bronzo con la tecnica della fusione a cera persa, domina il presbiterio e per la sua posizione è visibile da tutta l’aula liturgica. Realizzato dall’artista siciliano Enico Salemi, intende rappresentare la sofferenza del crocifisso proiettata verso la gloria della risurrezione, quella stessa gloria che i discepoli hanno potuto contemplare nell'episodio della Trasfigurazione.
Il volto di Gesù esprime i tratti di un uomo ancora vivo e le mani, staccate dalla croce, suggeriscono il protendersi verso il mistero della risurrezione.

### La Via Crucis in terracotta
Nell’architettura di una chiesa, la Via Crucis rappresenta l’itinerario di fede che ripercorre, insieme a Gesù, il cammino impegnativo del Calvario. La forma tradizionale della Via Crucis (che è stata mantenuta in questa chiesa) si compone di quattordici stazioni – dal processo sotto Ponzio Pilato fino alla deposizione nel sepolcro – che vengono identificate da una croce posta alla base della formella. 
La rappresentazione artistica dei misteri della passione è stata affidata all'artista siciliano Enico Salemi, che aveva già operato all’interno della chiesa attraverso la realizzazione del grande crocifisso centrale. Per mantenere gli stili architettonici presenti, si è optato per l’utilizzo della terracotta, richiamando così i particolari dell’altare e le croci della dedicazione poste nei pilastri. Le formelle della Via Crucis misurano 40x60cm. In esse ben definiti risultano i particolari del volto del Cristo, mentre volutamente sono state lasciate generiche le sembianze dei personaggi secondari, per permettere all'osservatore di identificarsi spiritualmente in essi.
La Via Crucis è stata benedetta dall’arcivescovo Giovanni Accolla il 7 marzo 2025, nel primo venerdì di Quaresima.

### San Paolino di Nola
Paolino di Nola è il vescovo particolarmente venerato nella comunità parrocchiale della Trasfigurazione. Il legame con Paolino deriva da un’antica cappella presente in loco e a lui dedicata, dalla quale si è poi originato il nome del quartiere nel quale insiste la Parrocchia. La sua festa liturgica viene celebrata il 22 giugno, giorno della sua morte.

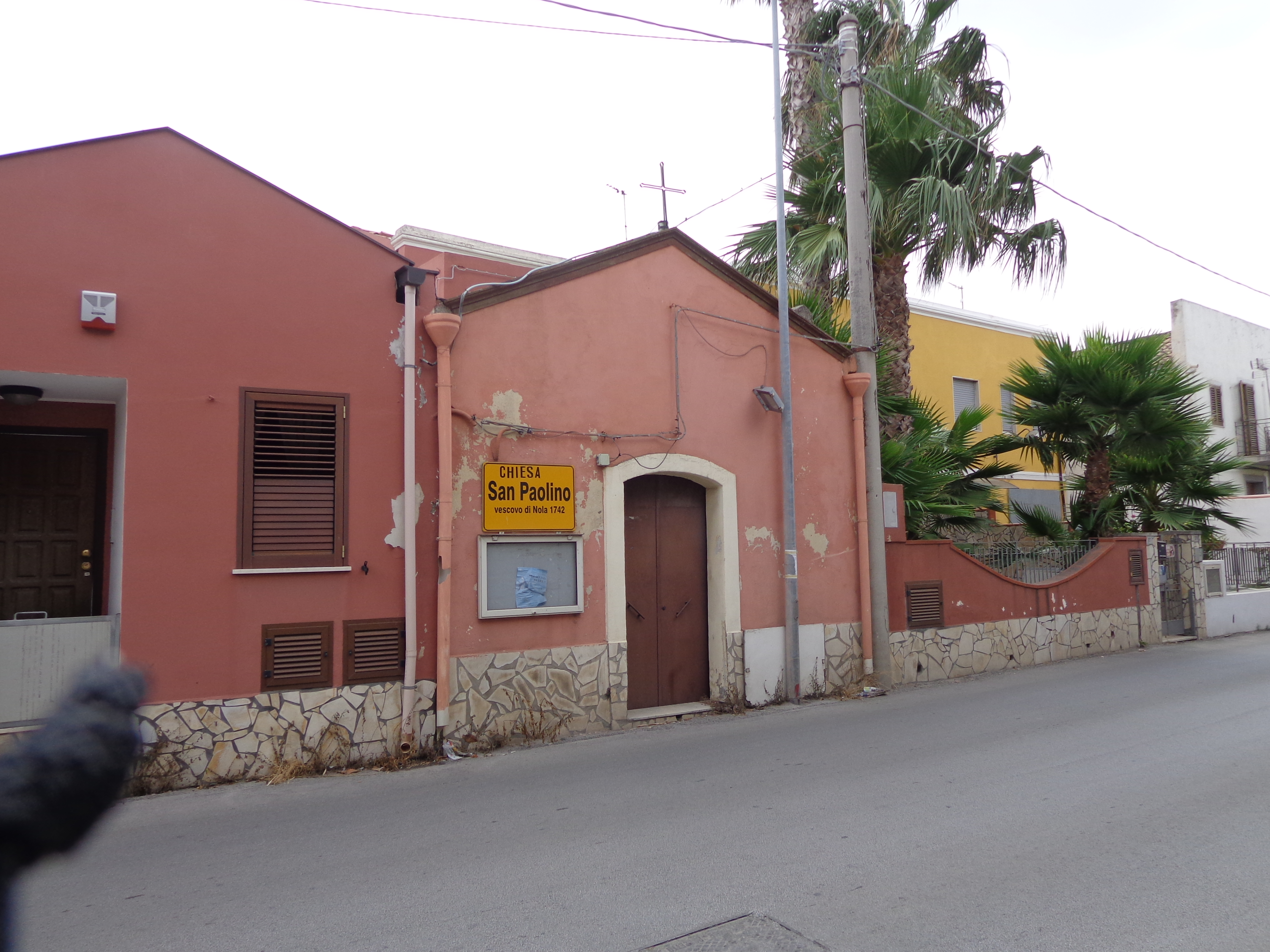
La vecchia chiesa di san Paolino, in cui era custodita la statua

La statua di san Paolino, databile tra il XVII e il XVIII secolo, è scolpita in legno di ciliegio e decorata con semplice ma intensa policromia; rappresenta il Santo nolano con gli attributi iconografici canonici, quali la mitra e il pastorale. Questi, assieme al piviale, sono connotati e impreziositi dalla presenza della lamina d’oro, applicata su bolo e brunita come da tecnica tradizionale. La base che sorregge la statua è a sua volta dipinta con velature di bruni e terra d’ombra e decorata a contrasto con foglia d’oro e rappresenta, sul lato frontale a rilievo, uno stemma nobiliare.
L’opera è di difficile contestualizzazione ma probabilmente fa riferimento a una produzione di ambito locale. Prima di trovare definitiva collocazione nella chiesa della Trasfigurazione, era custodita nell’omonima chiesetta (di proprietà privata) sita in via san Paolino, dalla quale il quartiere circostante ha preso il nome.
Dal 2022, la Comunità custodisce un'importante reliquia di San Paolino, donata dalla Diocesi di Senigallia. Si tratta di un frammento osseo del santo, consegnato il 24 maggio 2022 dal Vescovo di Senigallia alla Parrocchia della Trasfigurazione. La reliquia era custodita nella Cattedrale di Senigallia; chiusa in teca, legata con filo e sigillata è stata poi data in dono alla Parrocchia per essere esposta alla venerazione dei fedeli. Le reliquie di san Paolino arrivarono a Senigallia nel 1846 per volere di papa Pio IX, nativo della città; prima erano giunte a Roma da Benevento, dove erano state translate nel IX secolo nel tentativo di sottrarle alla devastazione dei barbari. Anche a Nola - altra città che con Senigallia ha San Paolino per patrono - le reliquie arrivarono solo nel 1909.
Il reliquiario viene presentato alla venerazione dei fedeli annualmente, in occasione della festa liturgica.